# Tjulym (Novosibirsk oblast)
Tjulym (russisk: Чулым) er en flod i indsøen Tjanys endorheiske afvandingsområde i den sydøstlige del af den vestsibiriske slette i Rusland. Floden er 392 km lang, med et afvandingsareal på 17.900 km².
Tjulym dannes af flere tilløbsfloder i sumpene Tojskoje Zajmisjtsje (russisk: Тойское Займище) og Trosjinskoje Zaimisjtsje (russisk: Трошинское Займище) nord for Barabasletten, omkring 100 km nordvest for Novosibirsk og 150 moh. Floden krydser Barabastepperne i sydvestlig retning og løber gennem indsøerne Sargul (russisk: Саргуль, 34,6 km²) og Urjum (russisk: Урюм, 84,1 km²) og munder til sidst på 106 moh ud i indsøen Malyje Tjany (russisk: Малые Чаны – oversat: Lille Tjany), som igen er knyttet til Tjany-søen gennem et kort sund.
I det nederste løb er floden omkring 30 m bred, og ca 5 m dyb. De vigtigste bifloder er Suma (fra venstre), og Kargat (fra højre).
I flodens øvre løb ligger byen Tjulym, som har sit navn fra floden. Her krydses floden af den transsibiriske jernbane og hovedvejen M51.
Tjulym er tilfrosset fra november til april/maj.
55°26′10″N 81°47′02″Ø / 55.4361°N 81.7839°Ø